# Cuento de hadas

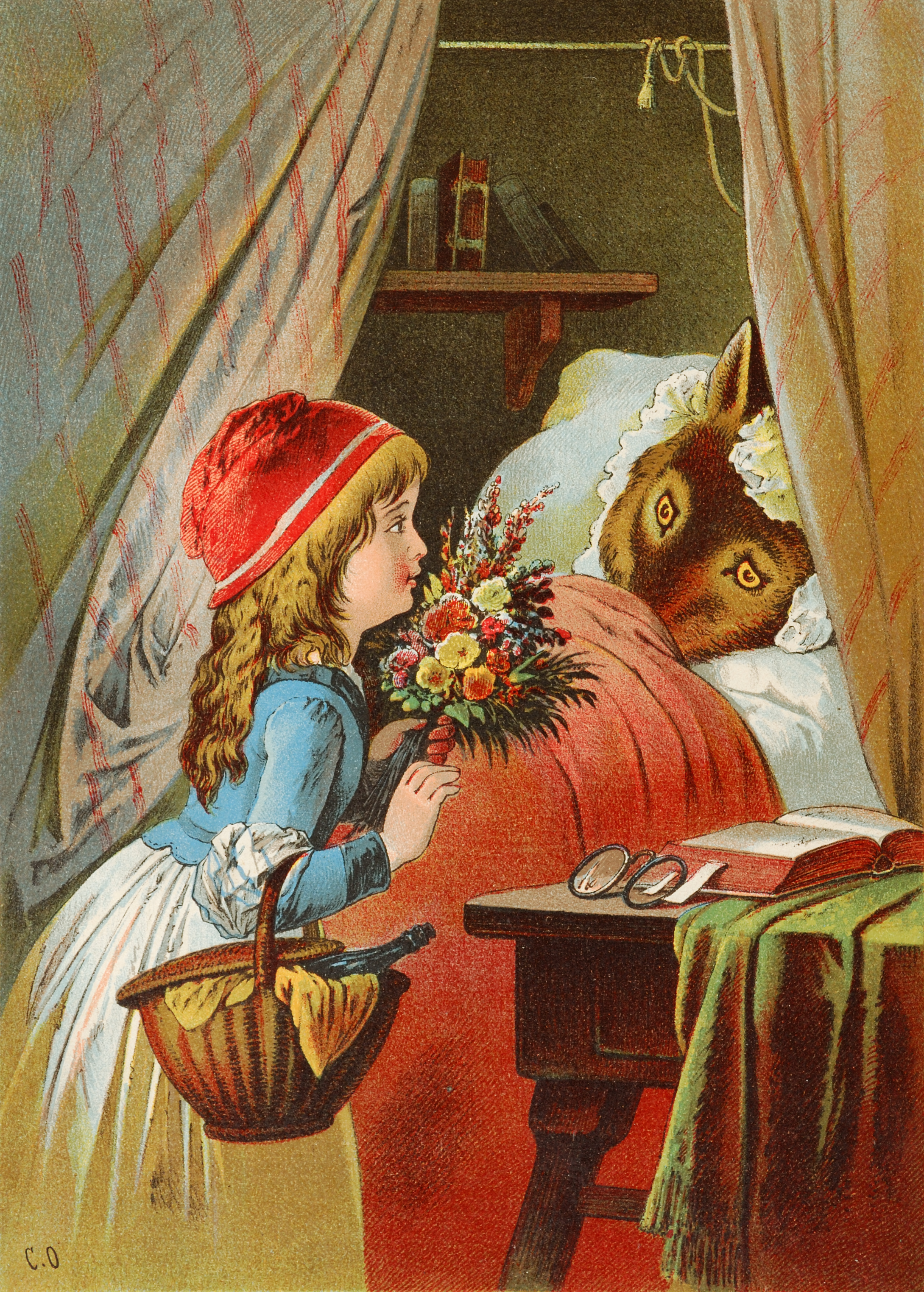
Ilustración de Carl Offterdinger del cuento de hadas europeo Caperucita Roja.

Un cuento de hadas, cuento mágico o cuento maravilloso es una historia ficticia que puede contener personajes folclóricos —tales como hadas, duendes, elfos, brujas, sirenas, troles, ogros, gigantes, gnomos y animales parlantes— e incluir encantamientos, normalmente representados como una secuencia inverosímil de eventos. En el lenguaje contemporáneo, así como fuera del contexto literario, el término es utilizado para describir algo que está vinculado con princesas. Por ello, existen expresiones tales como «un final de cuento de hadas» —un final feliz— o «un romance de cuento de hadas», aunque no todas las narraciones de esta clase terminan con un final feliz. De igual manera, en el aspecto coloquial un «cuento de hadas» puede ser asociado con cualquier historia rocambolesca y extraordinaria. Por lo general, este tipo de relatos suele atraer a los niños pequeños, al compenetrar estos de forma fácil y rápida con los personajes arquetípicos de cada historia.
En las culturas donde los demonios y las brujas son percibidos como seres reales, los cuentos de hadas pueden mimetizarse con el género de las leyendas, en el que el contexto es percibido, tanto por el narrador como por los oyentes, como si se tratara de una realidad histórica. Sin embargo, a diferencia de las leyendas y epopeyas, que tienden a tener referencias superficiales a la religión y a lugares, personas y sucesos reales, este tipo de historias tiene lugar en un período indefinido («Érase una vez», «Había una vez») más que en un instante preciso.
Los cuentos de hadas se encuentran ya sea en forma oral o literaria. Intentar detallar con exactitud su desarrollo histórico resulta una labor difícil, puesto que solo las formas escritas han sido capaces de sobrevivir con el paso del tiempo. No obstante, la evidencia escrita al menos da una indicación de que los cuentos de hadas han existido durante miles de años, aunque tal vez no reconocidos desde un principio como un género propiamente dicho; el término «cuento de hadas» se les aplicó a partir de la obra de Madame d'Aulnoy, quien propuso la denominación francófona «Contes des Fées». Muchos de estos relatos han evolucionado hasta la forma en que se conocen hoy en día a partir de historias con cientos de años de antigüedad, aparecidas con múltiples variantes y recogidas por los folcloristas. Incluso, se siguen redactando cuentos de hadas y obras derivadas del mismo género. Los folcloristas han clasificado los cuentos de hadas de diversas formas; entre las más notables agrupaciones están el sistema de Aarne-Thompson y el análisis morfológico del erudito Vladímir Propp. Por otro lado, otros folcloristas han interpretado el significado de los cuentos, pero no existe ningún movimiento intelectual que haya abordado el significado de este tipo de relatos.
Aun cuando los primeros cuentos de hadas estaban destinados principalmente a las audiencias adultas, y en menor grado a los niños, estos comenzaron a asociarse con los infantes desde los escritos de los preciosistas. Desde que los hermanos Grimm titularan su colección como Kinder- und Hausmärchen (trad. literal: «Cuentos de los niños y el hogar»), el vínculo con los niños ha ido fortaleciéndose con el transcurso de los años.

## Rasgos característicos
Aunque el cuento de hadas es claramente un género distintivo, la definición que marca a una obra como un relato de este tipo es fuente de controversias. Vladímir Propp, en su Morfología del cuento, criticó la distinción entre «cuentos de hadas» y «relatos de animales» basándose en que muchos cuentos contienen tanto elementos como animales fantásticos. Sin embargo, para seleccionar obras para su análisis, Propp utilizó todos los cuentos populares rusos clasificados en el conjunto de tipos 300-749 en el sistema de clasificación Aarne-Thompson —en un intento por brindarles una distinción— para establecer propiamente un nuevo grupo de cuentos. Su propio trabajo identificó a los cuentos de hadas por los elementos de la trama, aunque se lo criticó porque su análisis no se aplica fácilmente a los cuentos que no impliquen una búsqueda y, además, los mismos elementos de la trama se los puede encontrar en obras que no son consideradas como cuentos de hadas.

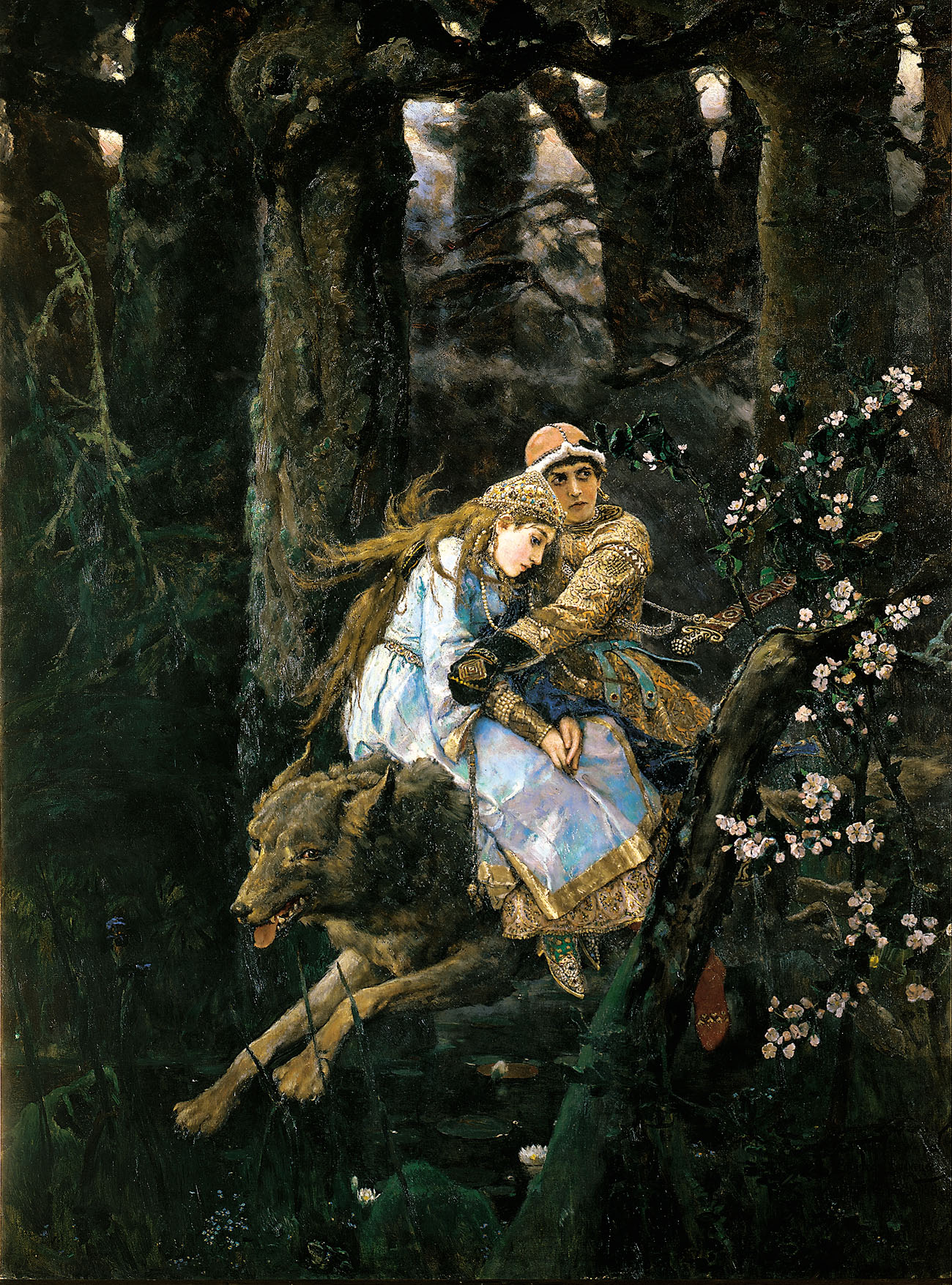
El cuento ruso Iván Tsarévich, el pájaro de fuego y el lobo gris no contiene hadas, sino un lobo parlante.

Un punto sobre el que hay consenso generalizado es que la naturaleza de un cuento no depende de si las hadas aparecen en él. Muchas personas, entre ellas Angela Carter en su introducción al Virago Book of Fairy Tales («Libro virago de los cuentos de hadas»), han observado que una gran parte de los llamados cuentos de hadas no contienen los mencionados seres fantásticos. Esto se debe en parte a la historia del término en inglés, «fairy tale», que deriva de la frase francesa «conte de fées» y que fue usada por primera vez en la colección de Madame D’Aulnoy en 1697.
Tal y como Stith Thompson y Carter hacen notar, los animales parlantes y la presencia de la magia parecen ser más comunes en el género que las propias hadas. No obstante, la mera presencia de animales que hablan no convierte un relato en un cuento de hadas, sobre todo cuando el animal es claramente una máscara de un rostro humano, como sucede en las fábulas. En su ensayo Sobre los cuentos de hadas, J. R. R. Tolkien manifestó estar de acuerdo con la exclusión de las «hadas» de la definición, concibiendo a los cuentos de hadas como historias sobre las aventuras de los hombres en «Faërie», la tierra de las hadas, los príncipes y princesas, enanos, elfos, y no solamente especies mágicas, sino muchas otras maravillas. A pesar de ello, el ensayo omite cuentos que son considerados cuentos de hadas, como por ejemplo The Heart of a Monkey, incluido en El libro lila de los cuentos de hadas de Andrew Lang.
Steven Swann Jones consideró que la magia es la característica que permite diferenciar a los cuentos de hadas de otro tipo de narraciones. A su vez, Davidson y Chaudri identificaron la «transformación» como el rasgo principal del género. Desde un punto de vista psicológico, Jean Chiriac subrayó la necesidad de los elementos fantásticos en este tipo de narrativa.
Algunos folcloristas prefieren utilizar el término alemán «Märchen» (trad. lit: «cuento maravilloso») para referirse al género, una práctica que se ha reforzado con la definición de Thompson en su edición de 1977 de The Folktale: «un cuento de cierta longitud que implica una sucesión de motivos o episodios. Se mueve en un mundo irreal, sin localidad o criaturas definidas y está lleno de cosas maravillosas. En esta tierra de nunca jamás, los héroes humildes matan a sus adversarios, heredan los reinos y se casan con princesas». Los personajes y motivos de los cuentos de hadas son simples y arquetípicos: princesas, hijos jóvenes y príncipes valientes, ogros, gigantes, dragones, troles, madrastras malvadas y falsos héroes, hadas madrinas y otros ayudantes mágicos, a menudo caballos, zorros o aves parlantes, montañas de vidrio así como prohibiciones y ruptura de restricciones. Otras características de los cuentos —la rítmica, lo grotesco, lo extraño y lo gracioso— son mera recreación para alegría de los niños, mientras que los peligros y terrores les inspiran fascinación. Los cuentos de hadas son el escenario del mundo de la infancia, un reino de vida vicaria, más elemental y libremente repleto de fantasías que los dramas perfeccionistas de los adultos sofisticados cuya aceptación arraigada de atar las realidades exige cosas más severas. Italo Calvino citó a los cuentos de hadas como el principal ejemplo de «viveza» en la literatura, debido a la brevedad y consistencia de sus historias.

### Evolución del término
De acuerdo con la autora Rosemary Jackson, en su obra Fantasy: the literature of subversion, los cuentos de hadas difieren de los relatos fantásticos en cuestiones narrativas, pues son neutrales, impersonalizados y ofrecen un contexto por separado de la perspectiva del lector. El consumidor de este tipo de historias pasa a convertirse en un receptor pasivo de una serie de hechos que le ocurren al protagonista sin permitir su involucración en la historia, mientras que los relatos fantásticos cuestionan los principios morales y sociales de los personajes y del lector al mismo tiempo, en medio de una combinación de elementos como el romance y la nostalgia, entre otros. A su vez, el escritor Tzvetan Todorov ofrece una distinción propia del género en su libro The fantastic: a structural approach to a literary genre, donde destaca el estilo de redacción de los cuentos de hadas como uno de sus rasgos característicos que permite distinguir al género de los relatos fantásticos; en especial, se refiere a la estructura de las tramas.
Al principio, las historias que ahora catalogamos como cuentos de hadas eran solamente un tipo de cuento y no eran concebidas como un género independiente. El término alemán «Märchen» literalmente significa «cuento», por lo que no intenta referirse a un tipo específico de obra. Las raíces del género provienen de diferentes narraciones orales transmitidas en culturas europeas. No fue sino hasta la época de la literatura del Renacimiento que el género empezó a ser definido pues los escritores de este período comenzaron a delimitar una clasificación de cuentos que se consolidó a través de las obras de otros muchos escritores, como Giovanni Francesco Straparola y Giambattista Basile, para conformarse como un género incuestionable con los escritos de Charles Perrault y los hermanos Grimm. En ese proceso de consolidación, las artistas del Preciosismo acuñaron el término específico que identificaría al género a la vez que empezaron a escribir ellas mismas cuentos de hadas; la denominación proviene específicamente de Madame d'Aulnoy, quien propuso la etiqueta «contes de fée».
Antes de que se definiera el género de la fantasía, muchos trabajos, que generalmente se clasifican como relatos fantásticos, eran catalogados como cuentos de hadas, incluyendo las novelas El hobbit de Tolkien, Rebelión en la granja de George Orwell, El maravilloso Mago de Oz de Lyman Frank Baum y The Turn of the Screw de Henry James. De hecho, Sobre los cuentos de hadas de Tolkien contiene discusiones sobre la construcción de mundos (o proceso de construcción de mundos imaginarios), reflexiones que son consideradas una parte vital de la crítica del género fantástico. Aunque la fantasía, particularmente en el subgénero «fantasía de cuento de hadas», se basa en gran medida en los motivos de los cuentos de hadas, actualmente ambos géneros son apreciados como apartados distintos.

### Folclore y versiones escritas

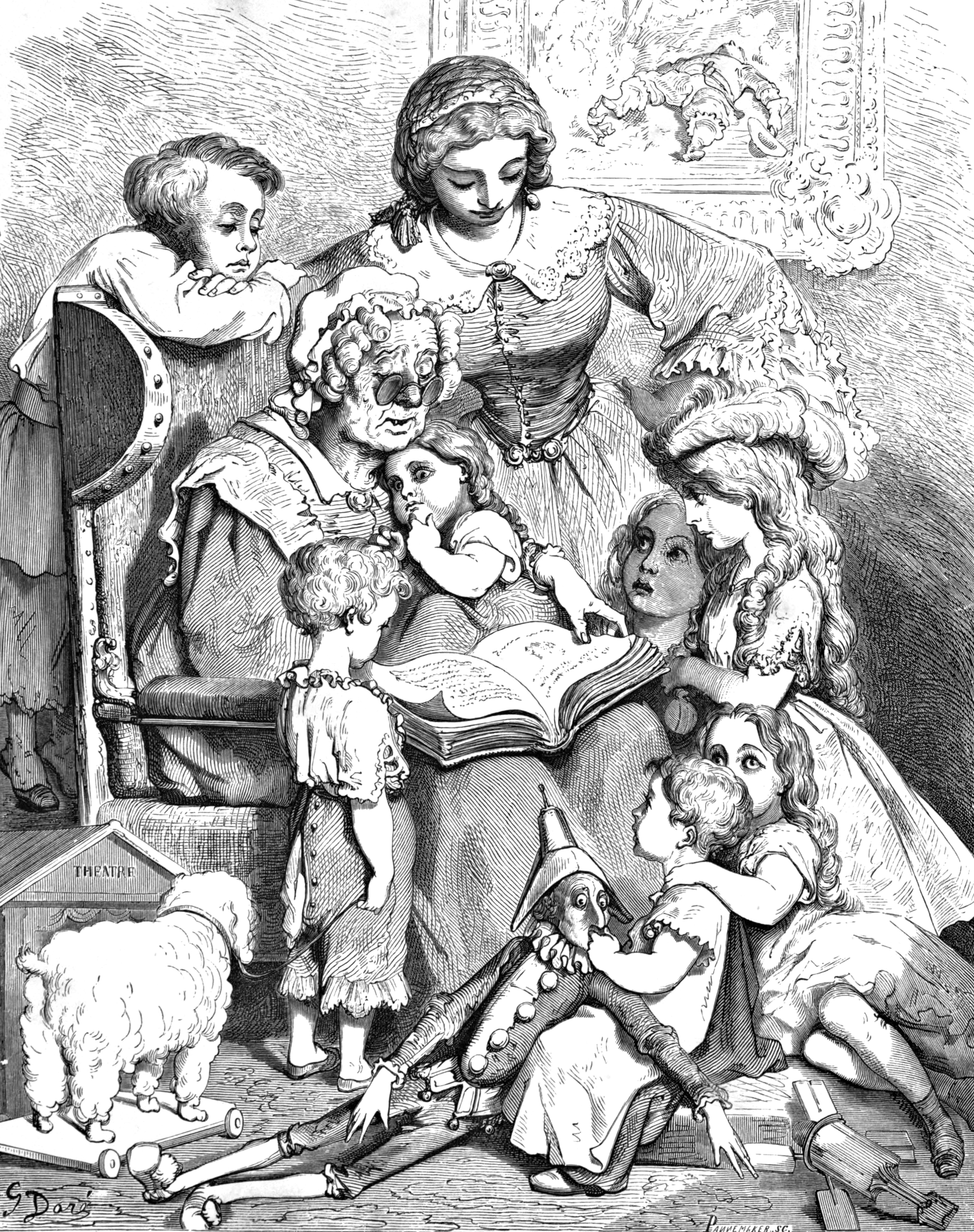
Una ilustración de Mamá Oca por Gustave Doré, en donde el personaje le está leyendo cuentos de hadas a un grupo de niños.

El cuento de hadas, en su expresión oral, es una de las manifestaciones del cuento folclórico. De hecho el cuento de hadas convive en la oralidad con otros tipos de narraciones como la epopeya, leyenda o mito y en tal forma no tiene autor; se trata de relatos que no estaban dirigidos en sus inicios a los niños, ya que tenían más bien un carácter anecdótico (esto es, contaban cosas que pasaban en aldeas o bosques así como los sueños y ambiciones de las clases bajas) y que posiblemente se deformaron por la transmisión oral con la adición de lo fantástico. Varios escritores han redactado igualmente relatos pertenecientes al género, a los cuales se les denomina con la palabra alemana Kunstmärchen («cuentos de hadas literarios»). Las formas más antiguas, desde el clásico hindú Pancha-tantra hasta el Pentamerón, muestran una considerable reelaboración de las formas orales. Los hermanos Grimm estuvieron entre los primeros que intentaron preservar las características de los registros orales. Inclusive, las historias impresas bajo su autoría han sido editadas en más de una ocasión para adaptarlas a la forma escrita.
Ambos tipos de cuentos de hadas, en su forma escrita y oral, intercambiaron libremente tramas, motivos y elementos entre sí, así como con otros cuentos extranjeros. Varios folcloristas del siglo XVIII intentaron recuperar el folclore «puro» que aún no se había visto afectado por las versiones escritas. A pesar de que la evidencia señala la existencia de cuentos orales miles de años antes que las formas escritas, no se tiene conocimiento de cuentos que guarden reminiscencia del «folclore puro». Cabe señalar que cada cuento de hadas literario se inspira en las tradiciones populares, aunque sea solo evidente en la parodia; por ende, esto hace imposible trazar las formas de transmisión de un cuento de hadas. Además, se sabe que las personas que cuentan este tipo de relatos vía oral leen cuentos de hadas en forma escrita, con tal de incrementar su número de historias e interpretaciones. En la actualidad, existen narradores orales que se forman para relatar cuentos en voz alta, ya sean cuentos de autores contemporáneos o cuentos populares, como los de hadas.

## Historia

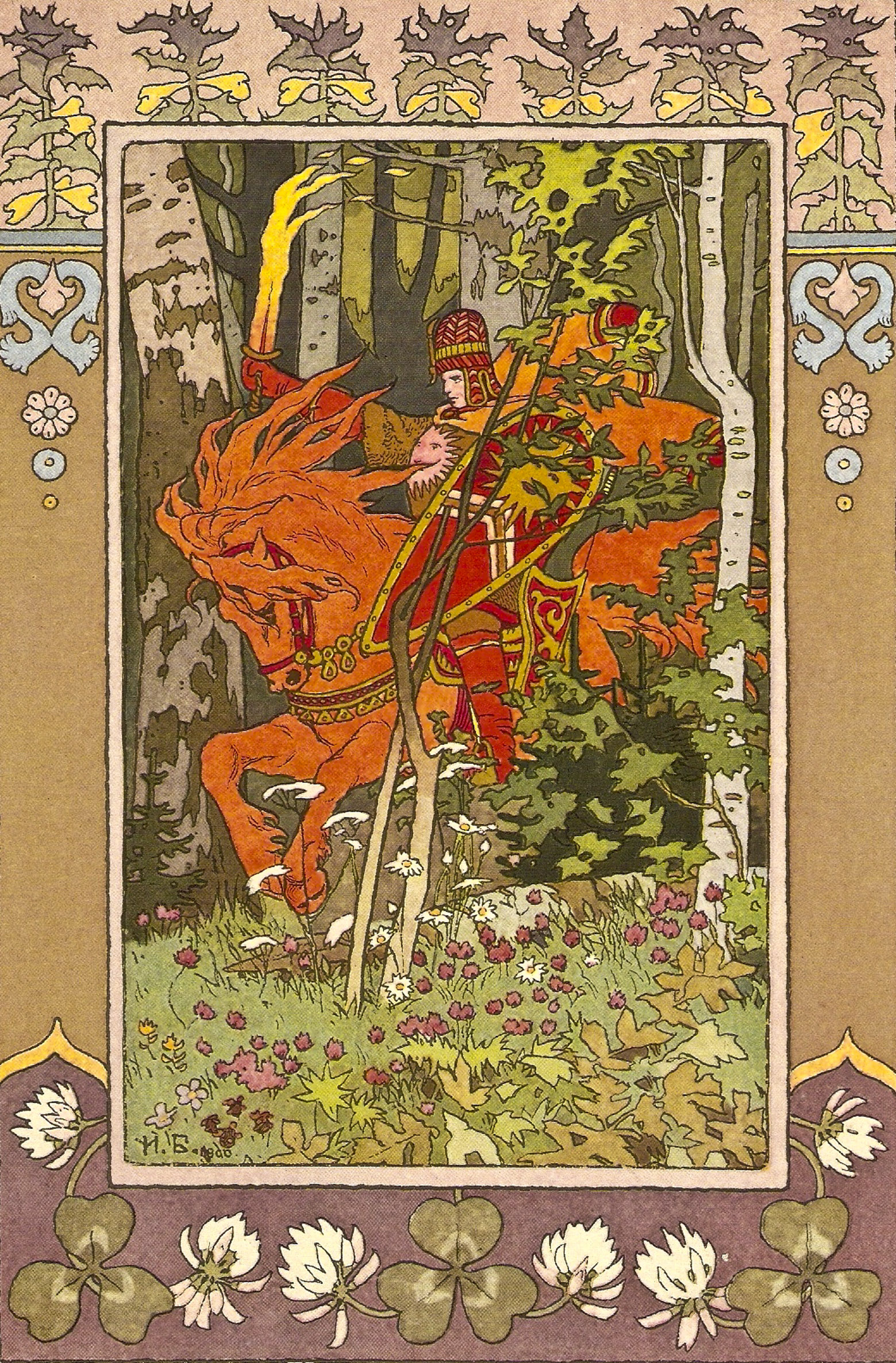
Una ilustración de Iván Bilibin del cuento de hadas ruso sobre Vasilisa la Hermosa.

### Antigüedad, Edad Media y Renacimiento
La tradición oral de los cuentos de hadas llegó mucho antes que la forma escrita; al inicio, las narraciones eran contadas o difundidas frente a una audiencia en forma histriónica por el narrador, en lugar de ser escritas, y se transmitían de generación en generación. Debido a esto, el análisis de su desarrollo histórico es notablemente confuso. Los cuentos de hadas escritos más antiguos de los que se tiene noticia surgieron en el Antiguo Egipto, hacia el 1300 a. C. (por ejemplo, la Historia de los dos hermanos), reapareciendo de vez en cuando en la literatura escrita de culturas letradas. Ejemplos de esto pueden encontrarse en el autor romano Apuleyo y su obra El asno de oro, en la cual se incluye la narración «Cupido y Psique» (Antigua Roma, 100-200 d. C); también está la colección de fábulas indias titulada Panchatantra (India, 200-300 d. C.) como ejemplo del cuento de hadas en la antigüedad. Sin embargo, se desconoce en qué medida estos reflejan los verdaderos cuentos tradicionales, incluso de su propio tiempo. La evidencia estilística indica que dichas obras, junto con muchas colecciones posteriores, reelaboraron los cuentos populares de tal forma que se los adaptó a las formas escritas. Lo que muestran es que el cuento de hadas tiene raíces antiguas, incluso superando en antigüedad a la recopilación de cuentos mágicos Las mil y una noches (compilada hacia 1500 d. C.), en la que figuran Baital Pachisi y la Historia de Bel y el Dragón. Además de esas colecciones y los cuentos individuales, en China, la obra Lie Zi y el filósofo Zhuangzi, ambos pertenecientes al sistema taoísta, incluyeron o difundieron cuentos de hadas. En la definición más amplia del género, los primeros cuentos de hadas occidentales que alcanzaron notoriedad son los de Esopo (siglo VI a. C.) en la Antigua Grecia, aunque en un sentido más estricto, las narraciones de Esopo son fábulas o apólogos.
Las alusiones a los cuentos de hadas predominan en colecciones medievales como Los cuentos de Canterbury de Geoffrey Chaucer, o ya en el Renacimiento en el poema épico The Faerie Queene de Edmund Spenser y los guiones teatrales de William Shakespeare. Al igual que El agua y la sal y Cap O' Rushes, El rey Lear puede ser considerado como una variante literaria de los cuentos de hadas. En sí, esta historia volvió a aparecer en la literatura occidental en los siglos XVI y XVII, con la colección Noches de placer de Giovanni Francesco Straparola (Italia, 1550 y 1553), la cual contiene varios cuentos de hadas en sus relatos, y los cuentos napolitanos de Giambattista Basile (Nápoles, 1634-1636), todos ellos pertenecientes al género. Carlo Gozzi hizo uso de varios motivos del género entre sus escenarios de comedia del arte, incluyendo entre ellos uno basado en The Love For Three Oranges (1761), escrito por Basile. Simultáneamente, Pu Songling, en China, incluyó varios cuentos de hadas en su colección, Strange Stories from a Chinese Studio (publicada de forma póstuma en 1766). El cuento de hadas se hizo popular entre los preciosistas franceses de la clase alta (1690–1710), y entre los cuentos contados en aquellos tiempos estaban los de Jean de La Fontaine y los Contes de Charles Perrault (1697), quien estabilizó en sus formas actuales a La bella durmiente y Cenicienta. Aunque las colecciones de Straparola, Basile y Perrault contienen las formas más antiguas conocidas de varios cuentos de hadas, en la evidencia estilística, todos los escritores reescribieron los cuentos para proporcionarles un efecto literario.

### Modernidad y Edad Contemporánea
Los hermanos Grimm se convirtieron, junto a su contemporáneo Franz Xaver Schönwerth, que conservó unos quinientos cuentos de hadas, en los primeros recopiladores en intentar preservar no solo la trama y los personajes de los cuentos, sino también su estilo, al compilar cuentos de hadas alemanes. Irónicamente, aunque su primera edición (1812 y 1815) prevalece como un tesoro para los folcloristas, ambos se vieron en la necesidad de reescribir los cuentos en ediciones posteriores para volverlos más aceptables, algo que les aseguró buenas ventas y la consecutiva popularidad de sus trabajos.

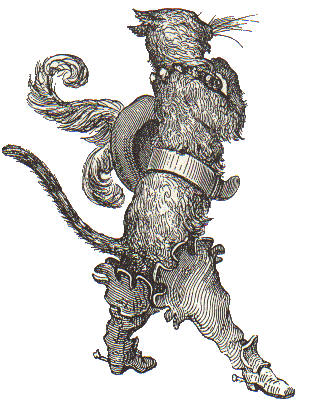
El Gato con Botas, grabado de Gustave Doré.

Tales formas escritas, además de extraer rasgos de los cuentos populares antiguos, influyeron en los relatos del folclore de dicha época. Los hermanos Grimm rechazaron varios cuentos para su colección, aunque muchos otros los escucharon de los alemanes, debido a que los cuentos eran derivados de Perrault. Al final, estos concluyeron que eran cuentos franceses y no alemanes. Ante esto, rechazaron una versión oral de Barba Azul, y decidieron incorporar en cambio al cuento Briar Rose, claramente relacionado con La bella durmiente de Perrault, dado que Jakob Grimm convenció a su hermano de que la figura de Brunilda probaba que la historia de la princesa durmiente pertenecía al folclore alemán. Esta cuestión relacionada con el origen de La bella durmiente reflejó una creencia común entre los folcloristas del siglo XIX: que en la tradición popular se preservaban cuentos de hadas en formas antiguas, excepto cuando estos habían sido «contaminados» por las formas escritas, hecho que llevó a la gente a relatar cuentos no auténticos o «contaminados». Dado que se concebía al pueblo como el «ermitaño analfabeto y convenientemente aislado», los folcloristas alemanes les contaron cuentos populares puros, entre los que se incluyen los cuentos de hadas. A veces, llegaron a considerar a los cuentos de hadas como una forma de «fósil»; para ellos, cada relato del género era el residuo de lo que alguna vez había sido un cuento perfecto. No obstante, investigaciones posteriores han concluido que los cuentos de hadas nunca tuvieron una forma fija, e independientemente de la influencia literaria, los narradores orales constantemente los alteraban para sus propios propósitos.

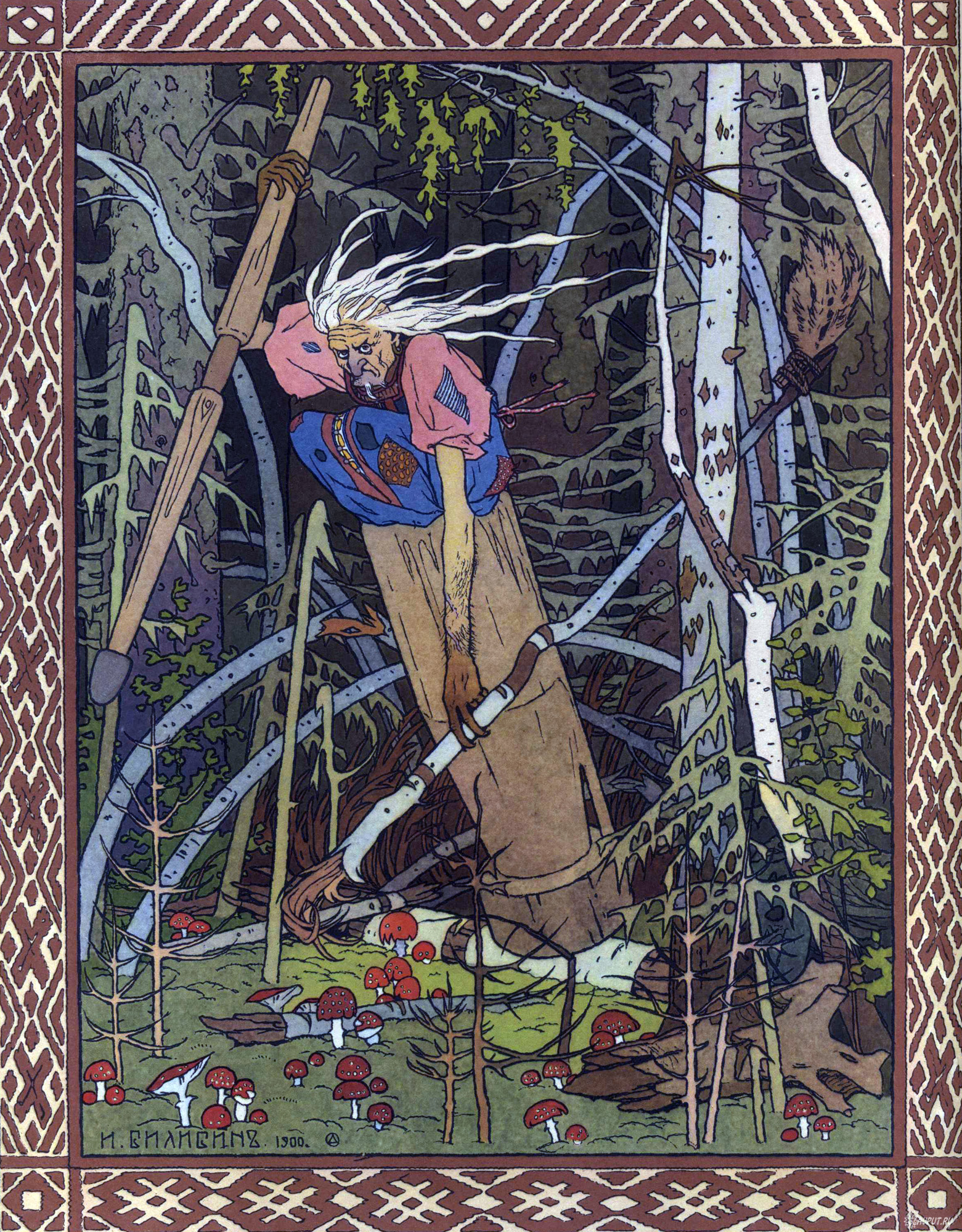
Baba Yagá volando sobre su almirez, con una escoba en la mano izquierda. Ilustración de Iván Bilibin.

El trabajo de los hermanos Grimm influyó a otros recopiladores, a quienes inspiró a seleccionar cuentos y a creer con un espíritu de nacionalismo romántico que los cuentos de hadas de un país eran particularmente representativos de este, hasta el punto de poner en duda cualquier influencia cultural externa en su contenido. Entre los influenciados estuvieron el ruso Aleksandr Afanásiev (cuyo legado comenzó a publicarse en 1866), los noruegos Peter Christen Asbjørnsen y Jørgen Moe (en 1845), el rumano Petre Ispirescu (en 1874), el inglés Joseph Jacobs (en 1890) y Jeremiah Curtin, un estadounidense que reunió cuentos irlandeses, a partir de 1890. Algunos etnógrafos compilaron cuentos de hadas en todo el mundo, encontrando cuentos parecidos en África, América y Australia. Andrew Lang fue capaz de recurrir no solamente a los cuentos escritos de Europa y Asia, sino también a los recogidos por los etnógrafos, para completar una serie de libros de hadas que se caracterizó por estar conformada de episodios que hacían referencia a diferentes colores (tales como El libro azul de las hadas, El libro verde de las hadas, entre otros). Además, los Grimm alentaron a otros recopiladores de cuentos de hadas, caso de la colección de Yei Theodora Ozaki, Japanese Fairy Tales (1908), creada por los ánimos de Lang. Simultáneamente, escritores como Hans Christian Andersen y George MacDonald continuaron la tradición de los cuentos de hadas en su forma escrita. El trabajo de Andersen, en ocasiones, se basó en cuentos populares antiguos, aunque resultó más frecuente el hecho de que utilizara motivos y tramas del género para crear nuevos relatos. MacDonald incorporó asimismo motivos de los cuentos de hadas en nuevos cuentos, tales como La princesa de la luz, y en trabajos del género que habrían de convertirse en fantasía, caso de La princesa y el duende y Lilith. Un caso que complejiza la tarea de especificar los rasgos del cuento de hadas es la obra The Turn of the Screw que algunos críticos, siguiendo declaraciones el autor en que dice que para él el género fantástico estaba más cerca del cuento de hadas, han clasificado esta obra como cuento de hadas siniestro.

## Versiones contemporáneas

### Literatura

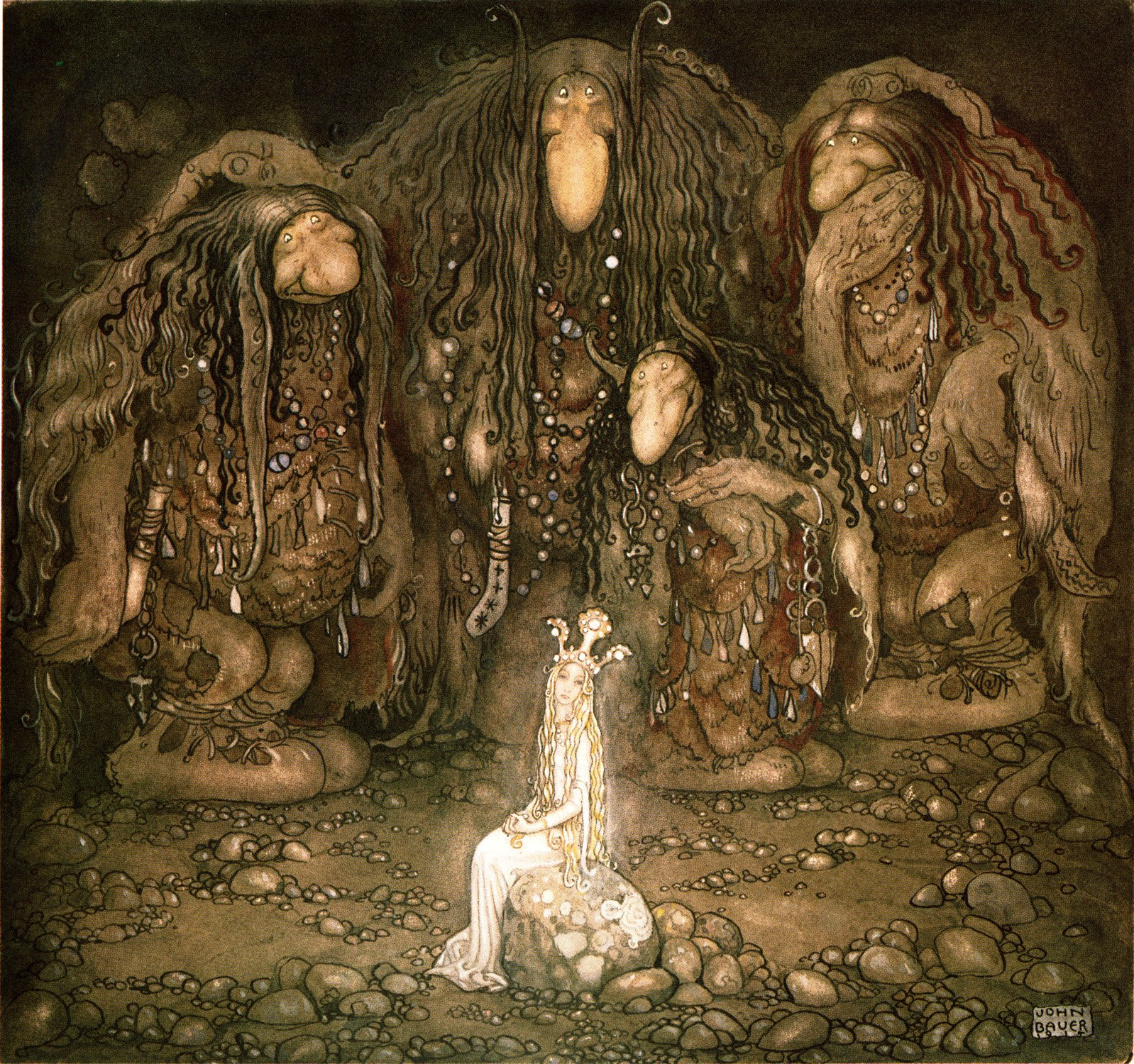
Ilustración de John Bauer de troles y una princesa para una colección sueca de cuentos de hadas.

En la literatura contemporánea, muchos autores han recurrido al género «cuentos de hadas» por diversas razones, entre ellas examinar la condición humana desde el marco sencillo que proporciona un cuento de este género. Algunos autores buscan recrear una cierta sensación de lo fantástico en un discurso contemporáneo, mientras que otros escritores usan las características del cuento de hadas para explorar temas modernos, lo que puede incluir usar los conflictos psicológicos de manera implícita en la historia, como cuando Robin McKinley adaptó una nueva versión de Piel de asno en su novela Deerskin, la cual hace énfasis en el trato abusivo de un padre para con su hija. A veces, especialmente en la literatura infantil, los cuentos de hadas son reelaborados con un nuevo giro en la trama simplemente para añadir un efecto cómico, como con El apestoso hombre queso y otros cuentos maravillosamente estúpidos de Jon Scieszka y The ASBO Fairy Tales de Chris Pilbeam. Un motivo cómico común es un mundo donde elementos de todos los cuentos de hadas coexisten, y los personajes son conscientes de su rol en la historia, como por ejemplo en la serie cinematográfica de Shrek, que consiste en una parodia del género.
Otros autores pueden tener razones más específicas, tales como revalorizaciones multiculturales o feministas de cuentos dominados por el machismo eurocéntrico, implicando la crítica de las antiguas narrativas. La figura de la damisela en apuros ha sido especialmente atacada por muchos críticos feministas. Ejemplos de inversiones narrativas en donde se rechaza esta figura son La princesa vestida con una bolsa de papel de Robert Munsch, un libro infantil ilustrado en el que una princesa rescata a un príncipe, o La cámara de los horrores de Angela Carter, donde se relatan varios cuentos de hadas desde un punto de vista feminista, además de la colección de relatos Los cuentos de Beedle el bardo donde la autora utiliza personajes femeninos que no requieren del auxilio del hombre. Un uso interesante del género ocurrió en un periódico sobre tecnología militar titulado Defense AT&L, el cual publicó un artículo en forma de un cuento de hadas denominado Optimizing Bi-Modal Signal/Noise Ratios. Escrita por el comandante estadounidense Dan Ward (Fuerza Aérea), esta historia incorpora a una hada llamada Garble con el fin de representar las averías existentes en la comunicación entre los operadores y los desarrolladores de tecnología. El artículo citado resultó influenciado directamente por George MacDonald.
Otras figuras destacables que han empleado cuentos de hadas en sus obras son Oscar Wilde, A. S. Byatt, Jane Yolen, Terri Windling, Donald Barthelme, Robert Coover, Margaret Atwood, Kate Bernheimer, Espido Freire, Tanith Lee, James Thurber, Robin McKinley, Isaac Bashevis Singer, Kelly Link, Bruce Holland Rogers, Donna Jo Napoli, Cameron Dokey, Robert Bly, Gail Carson Levine, Annette Marie Hyder, Jasper Fforde, entre muchos otros más. 
Podría ser difícil establecer una regla entre los cuentos de hadas y las fantasías que usan motivos del género cuento de hadas, o incluso tramas completas, sin embargo, la distinción es comúnmente hecha, incluso dentro de los trabajos de un autor individual: Lilith y Phantastes de George MacDonald son considerados como relatos fantásticos, mientras que sus obras La princesa de la luz, La llave dorada y La mujer sabia son catalogadas como cuentos de hadas. La diferencia más notable es que las fantasías hacen uso de las convenciones novelísticas de la prosa, la caracterización y el escenario.

### Cine

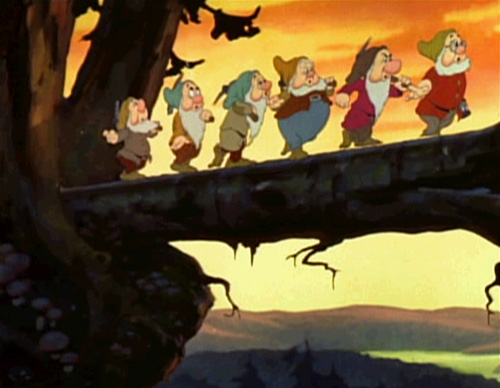
Escena de Snow White and the Seven Dwarfs, el primer largometraje animado de Walt Disney estrenado en diciembre de 1937.

Los cuentos de hadas han sido difundidos de forma histriónica; existen registros de ello en la comedia del arte, y más tarde en la pantomima. La llegada del cine ha significado que estas historias pueden ser presentadas en una manera más plausible con el uso de efectos especiales y animación; la película de Disney Snow White and the Seven Dwarfs, estrenada en 1937, se convirtió en un filme innovador para los cuentos de hadas y, de hecho, para el género de los relatos fantásticos en general. La influencia de Disney ayudó en cierta forma a establecer los cuentos de hadas como un género para niños, si bien se le ha criticado por hacer que los finales de los cuentos de hadas terminaran en situaciones positivas, en contraste al dolor y el sufrimiento («finales no felices») de muchos cuentos de hadas antiguos.
Varios cuentos de hadas que han sido filmados se destinaron primordialmente a los niños, desde los proyectos contemporáneos de Disney hasta la reedición de Aleksandr Rou de Vasilisa la Hermosa, la primera película soviética en usar cuentos del folclore ruso en una producción de gran presupuesto. Otros han usado las convenciones de los cuentos de hadas para crear nuevas historias con sentimientos más relevantes para la vida moderna, como el caso de Labyrinth, las producciones visuales de Michel Ocelot, y la producción Por siempre jamás de Andy Tennant.
Otros trabajos han adaptado los cuentos de hadas familiares en una variante más aterradora o psicológica destinada principalmente para los adultos. Ejemplos notables de ello son La Bella y la Bestia de Jean Cocteau y En compañía de lobos, basada en una reedición de Angela Carter del popular relato Caperucita Roja. Asimismo, La princesa Mononoke y El laberinto del fauno incorporaron características de los cuentos de hadas a partir de motivos propios del género y el folclore.
Las series animadas de televisión y cómics The Sandman, Shōjo Kakumei Utena, Princess Tutu, Fables y MÄR, hacen uso todas ellas de elementos estandarizados de los cuentos de hadas en varias extensiones, aunque se considera que pertenecen exactamente al género fantástico debido a las locaciones y personajes categóricos, elementos que una narrativa más larga requiere. Una producción cinemática más moderna de un cuento de hadas sería Noches blancas de Luchino Visconti, protagonizada por el aún desconocido Marcello Mastroianni. La película contiene varias convenciones románticas del género, a pesar de tomar lugar en la Italia posterior a la Segunda Guerra Mundial y contar con un final más realista.

## Transmisión transcultural

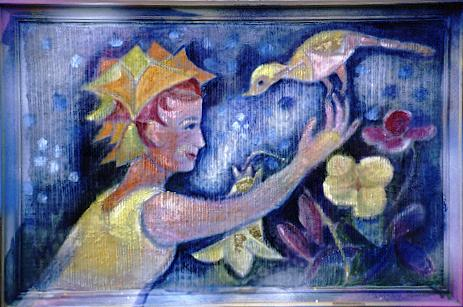
Pintura al óleo hecha en 1987 y titulada Spiel am Morgen, traducido a «Juego en la mañana».

Un par de teorías sobre los orígenes de los cuentos de hadas ha intentado explicar los elementos comunes que aparecen en este tipo de cuentos en todo el mundo. Una de ellas afirma que un único punto de origen generó un determinado cuento, que luego se habría de difundir a lo largo de los siglos, y la otra considera que los cuentos de hadas se derivan de la experiencia humana común y, por lo tanto, pueden aparecer por separado y provenir de muchos orígenes diferentes. Se pueden encontrar los cuentos de hadas con tramas, personajes y motivos muy similares en varias culturas diferentes. Muchos investigadores sostienen que esto es consecuencia de la difusión de los cuentos, pues la gente repite los relatos que ha escuchado en países extranjeros, aunque la naturaleza oral hace imposible trazar la ruta, excepto por inferencia. A su vez, algunos folcloristas han tratado de determinar el origen por evidencia interna, que no siempre puede ser considerada como del todo comprensible; Joseph Jacobs, al comparar el cuento escocés The Ridere of Riddles con la versión de los hermanos Grimm, The Riddle, percibió que en el primero un héroe finaliza casado de forma poligámica, un aspecto que podría derivarse de una costumbre antigua, aunque en el último, hasta la adivinanza más sencilla podría sugerir una mayor antigüedad.
Folcloristas de la corriente finlandesa intentaron vincular los cuentos de hadas con sus orígenes, obteniendo resultados inconclusos al respecto. A veces, la influencia si se trata en especial de un área y tiempo limitados es más evidente, por ejemplo si se considera la influencia de los cuentos de Perrault en los escritos recopilados por los Grimm. Al parecer, bajo este razonamiento, Little Briar-Rose toma prestados elementos de La bella durmiente, así como el cuento de los Grimm aparenta ser la única variante independiente en Alemania. De forma parecida, el acuerdo final entre el inicio de la versión de los Grimm de Caperucita Roja y la historia de Perrault señala una influencia del segundo sobre el primero —aunque el relato de los hermanos Grimm incorpora un final distinto, probablemente derivado de El lobo y los siete cabritos—.
Asimismo, los cuentos de hadas tienden a adoptar el tono correspondiente a su ubicación por medio de la elección de los motivos, el estilo en el que están contados y las descripciones tanto del personaje como de la región.

## Vínculo con los niños
Al principio, la principal audiencia de los cuentos de hadas era la población adulta; inclusive, las versiones escritas del género aparecieron originalmente en obras para adultos, aunque en los siglos XIX y XX el cuento de hadas empezó a ser asociado con la literatura infantil.

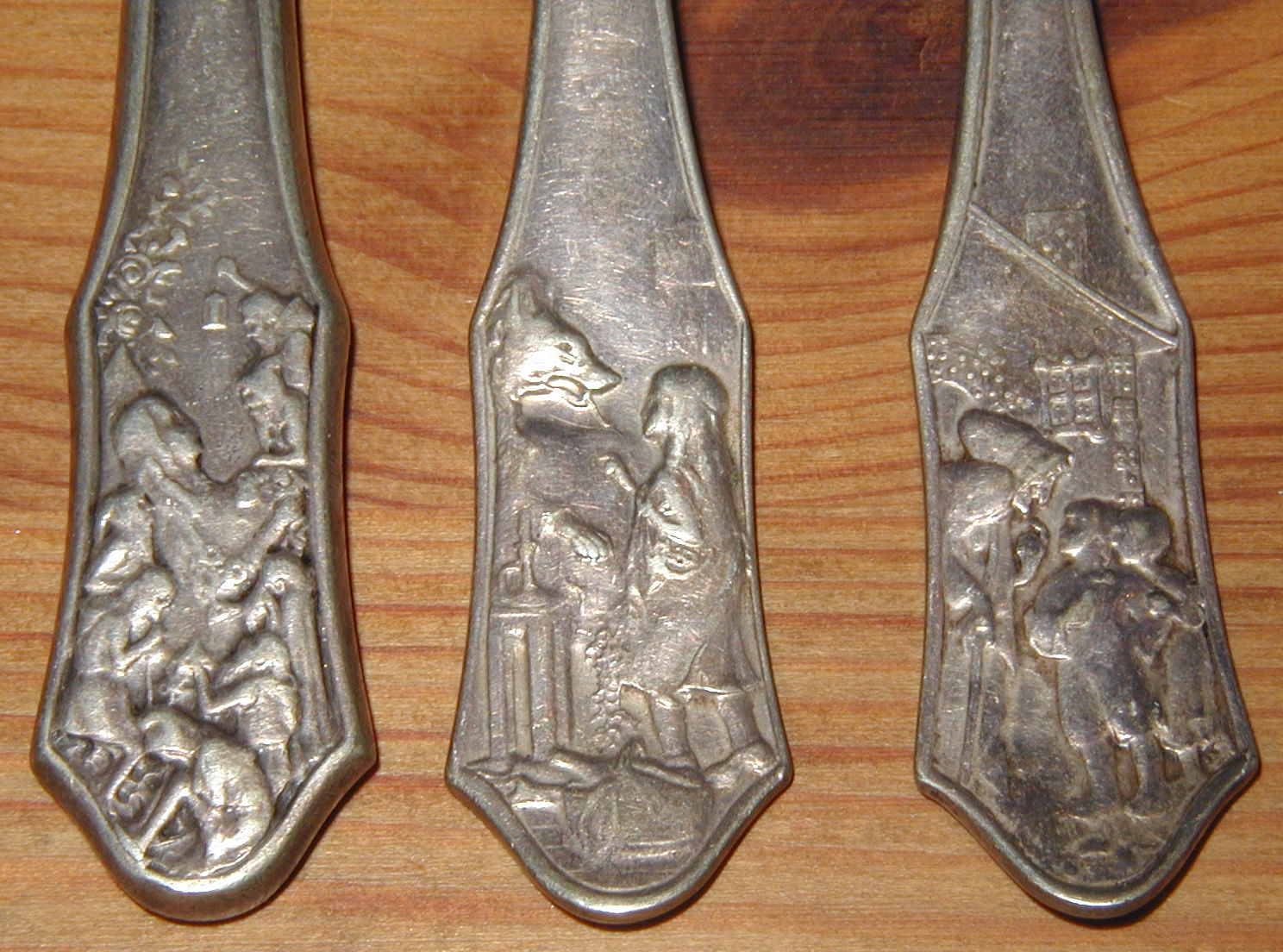
Cubiertos para niños con detalles que muestran escenas de los cuentos de hadas Blancanieves, Caperucita Roja y Hansel y Gretel.

Los preciosistas, entre ellos Madame d'Aulnoy, destinaron sus trabajos a los adultos, pero consideraron que estos podían haber sido relatados a los hijos de sirvientas y mujeres de clase baja por sus madres. En efecto, en una novela de esa época, donde se describe el ofrecimiento del pretendiente de una condesa para contar un cuento, la condesa exclama que adora los cuentos de hadas tanto como una pequeña infante. Jeanne-Marie Leprince de Beaumont, una de las últimas preciosistas, redactó una versión infantil de La Bella y la Bestia, la cual permanece aún como la versión más conocida del cuento original. A su vez, los hermanos Grimm denominaron a su colección Kinder- und Hausmärchen (Cuentos de los niños y el hogar), pero fueron obligados a reescribir sus cuentos debido a varias quejas de que sus relatos no eran aptos para las audiencias infantiles.
En la Edad Contemporánea, los cuentos de hadas han sido alterados de forma que puedan ser leídos a los niños. Los hermanos Grimm se concentraron sobre todo en erradicar las referencias sexuales; en la primera edición de Rapunzel se revelan las visitas del príncipe cuando se menciona que las ropas de la muchacha se han encogido, lo que le permite a la bruja deducir que ha quedado embarazada; en subsecuentes ediciones esto se alteró. Por otro lado la violencia, especialmente el castigo a los villanos, se incrementó más, aunque posteriormente otros minimizaron este aspecto; J. R. R. Tolkien percibió que las versiones infantiles de «El enebro» («The Juniper Tree») excluían frecuentemente su tono caníbal. La tendencia moralista de la época victoriana alteró los cuentos clásicos convirtiéndolos en literatura pedagógica, como por ejemplo cuando George Cruikshank reescribió La Cenicienta en 1854 para incorporar temas de abstinencia de alcohol; Charles Dickens protestó al respecto: «En una época utilitaria, de entre todas, es sumamente importante que los cuentos de hadas sean respetados». Psicoanalistas como Bruno Bettelheim, que consideró la crueldad de los antiguos cuentos de hadas como un indicio de los conflictos psicológicos, criticaron fuertemente esta expurgación dado que ello debilitaba su utilidad para que niños y adultos resuelvan sus problemas en el plano simbólico. Bettelheim consideró al respecto: «Puede aprenderse mucho de los cuentos de hadas sobre los problemas de los seres humanos, y de las soluciones correctas a sus predicamentos en cualquier sociedad, más allá que cualquier otro tipo de relato que sea comprensible para un niño». En su análisis, el psicólogo detalla que frecuentemente los cuentos de hadas sirven a manera de espacio de expresión de las preocupaciones y el terror que sufren los menores de edad, aspectos que los adultos no comprenden en su totalidad. Esto les ayuda a crecer y desenvolverse mejor en una vida futura. En encuestas recientes, los cuentos de hadas populares han sido descritos como «escalofriantes y desactualizados» para su lectura a los niños; los cuentos originalmente surgieron con finales donde el protagonista muere de manera súbita ante sus preocupaciones y temores, algo que no puede contemplarse en la pedagogía infantil.
La adaptación de cuentos de hadas para niños sigue vigente; la película Snow White and the Seven Dwarfs de Walt Disney Pictures se destinó primordialmente (aunque no solamente) para el mercado infantil. mientras que el anime Las Aventuras de Gigi está basado en el cuento de hadas Momotarō. De manera semejante, Jack Zipes ha pasado varios años trabajando en la adaptación de cuentos antiguos y tradicionales con tal de volverlos más accesibles para los lectores modernos y sus hijos.
En las dependencias escolares de Waldorf, los cuentos de hadas son usados en primer grado como una parte central del currículo. El trabajo de Rudolf Steiner en el desarrollo humano muestra que entre las edades de seis y siete años, la mente de un niño aprende mejor a través de la narración de cuentos, ya que los arquetipos y la naturaleza mágica de los cuentos de hadas atraen a los niños de esas edades. La naturaleza de los cuentos de hadas, en la tradición oral, mejora además la habilidad de un infante para visualizar una narrativa hablada, así como para recordar la historia conforme la ha escuchado.

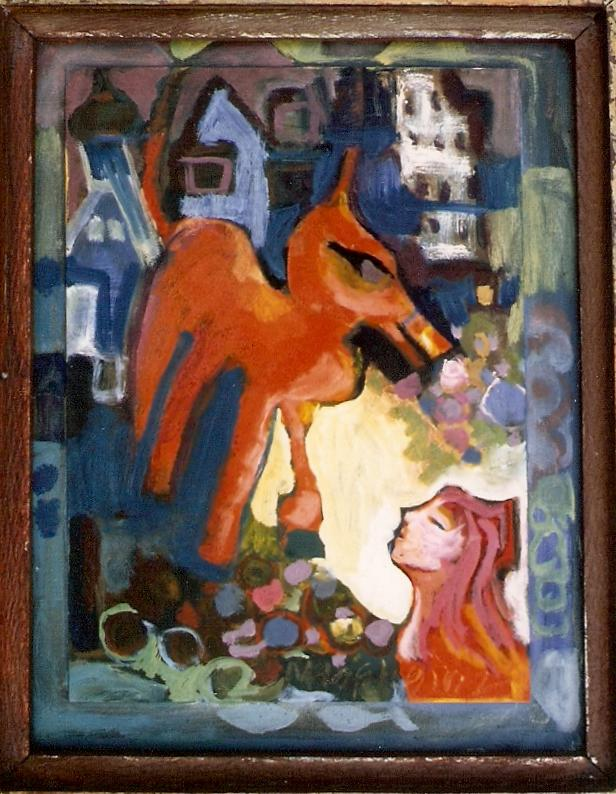
Pintura al aceite hecha en 1966 y titulada Das Tier, traducido como «El animal».

Los cuentos de hadas también pueden ser analizados desde una perspectiva construccionista. En «The Domain of Style» del libro Analyzing Prose, Richard Lanham sugirió que «la forma en que decimos algo determina lo que decimos». Bajo este enfoque, los cuentos de hadas producen impresiones en las interpretaciones que los niños efectúan acerca de la comunicación y de la vida; este tipo de historias les transmiten a los niños mensajes sobre el amor, la vida, los milagros y los finales felices. Lanham opinó lo siguiente acerca de este proceso: «Percibimos el mundo tanto activa como recreativamente; no solo registramos un mundo que 'ya está ahí'. Percibir el mundo también significa componerlo, con tal de darle sentido a las cosas». La mente de un niño es joven e influenciable; lo que ellos ven y escuchan cuando son pequeños puede afectar a la manera en la que concebirán la vida. Los padres entonces tratan de brindarle y enseñarle todo lo que pueden a sus hijos, aunque ciertamente no hay un manual sobre cómo educar a los niños. De esta forma, los padres de familia pueden ver en los cuentos de hadas un recurso para mostrarles a sus hijos una perspectiva distinta de los significados del amor, las relaciones sociales y la felicidad. En un ensayo de Communication as…: Perspectives on Theory, John Durham Peters añadió:

«Los padres gastan mucho dinero y pañales, y dan muchos besos y órdenes, aunque nunca logran saber a profundidad qué es lo que en realidad funciona y qué no para que un ser humano pueda desarrollarse. Muchas cosas ocurren en los primeros dos años de vida, cuando un niño apenas puede hablar y está aprendiendo lo que significa una interacción. Alimentar, criar y cambiar [de ropa] a un infante difícilmente pueden ser prácticas de diálogo, aunque resultan inmensamente comunicativas. Si el diálogo se define como compartir el tiempo y la compañía, más allá de un esfuerzo conjunto de comprensión mutua, entonces por supuesto que las anteriores prácticas son de diálogo, aun cuando la naturaleza asimétrica de la interacción —un amor desamparado y desvergonzado a cambio de la protección y el sustento— convierte a la difusión en un modelo más apto»

Siendo niños, intentamos bloquear y olvidar los horrores que conlleva el crecimiento, por lo que definitivamente no tendremos la oportunidad de volver a experimentar esa misma sensación en ningún otro momento de nuestras vidas. «Olvidar es una parte del aprendizaje. La revelación es relativamente excepcional. En efecto, la mayor parte de lo que experimentamos en cualquier contexto no se registra ni siquiera en la conciencia: el momento presente proporciona la sensación suficiente para escapar de una vida de análisis». Los cuentos de hadas serán fuente de referencia para el niño en los años venideros; los infantes recurrirán a este tipo de historias para mostrar cómo comprendieron lo que hasta ese momento conocían y qué es lo que quieren obtener de la vida. Este mismo género se comunica a cada persona de una forma diferente; depende de nosotros expresar lo que un cuento de hadas nos transmite y nuestras interpretaciones al respecto. La visión construccionista trata de comprender la comunicación a través de diversos conceptos e interpretaciones; y al igual que esta, los cuentos de hadas cuentan con una serie de versiones e interpretaciones diferentes.

## Clasificaciones

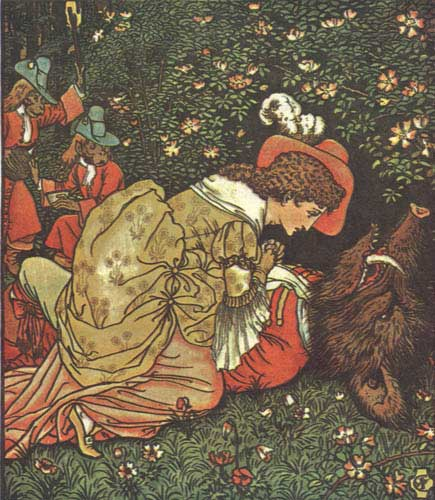
Una ilustración de La Bella y la Bestia hecha por Walter Crane.

Cualquier comparación de los cuentos de hadas rápidamente hace notar que varios relatos del género tienen características semejantes entre sí. Dos de las clasificaciones más influyentes son la de Antti Aarne, revisada por Stith Thompson y convertida en el sistema Aarne-Thompson, y la obra Morfología del cuento de Vladímir Propp.

### Aarne-Thompson
Este sistema agrupa los cuentos tradicionales y de hadas basándose en su trama completa. Así, se seleccionan características de identificación en común para decidir cuáles cuentos se agrupan entre sí. 
Por ejemplo, cuentos como La Cenicienta —en el que una heroína perseguida, con la ayuda del hada madrina o un ayudante mágico semejante, asiste a un evento (o tres) en donde se enamora de un príncipe y es identificada como su verdadera esposa—, son clasificados como tipo 510, correspondiente a la «heroína perseguida». En esta misma clasificación también se incluyen los relatos The Wonderful Birch (versión finlandesa de Cenicienta), Aschenputtel (versión alemana), Katie Woodencloak (versión noruega), The Story of Tam and Cam (versión vietnamita), Ye Xian (versión china), Cap O' Rushes (versión inglesa), Catskin (otra versión inglesa), Fair, Brown and Trembling (versión irlandesa), Finette Cendron (versión francesa), Allerleirauh (versión de los Grimm), Tattercoats (versión inglesa) y Estrellita de oro (versión española).
Un análisis más profundo de los relatos muestra que en Cenicienta, The Wonderful Birch, The Story of Tam and Cam, Ye Xian, y Aschenputtel, la heroína es perseguida por su madrastra y no se le concede el permiso para asistir a un baile u otro evento, mientras que en Fair, Brown and Trembling y Finette Cendron es acechada por sus hermanas y otras figuras femeninas, por lo que son clasificados como 510A; por otro lado, en Cap O' Rushes, Catskin y Allerleirauh, la protagonista es impulsada desde su hogar por las persecuciones de su padre, y debe ponerse a trabajar en una cocina radicada en otro sitio. Estos últimos pertenecen a la agrupación 510B. Sin embargo, en Katie Woodencloak, ella se encarga de las labores hogareñas siendo acechada por su madrastra para luego prestar sus servicios en una cocina. Finalmente, en Tattercoats, es el padrastro quien rehúsa que la heroína acuda al baile. Con características en común de ambas divisiones del grupo 510 (esto es 510A y 510B), Katie Woodencloak es clasificado como 510A debido a que el villano es la madrastra, mientras que Tattercoats es marcado como 510B debido a que el padrastro asume el rol de padre de la protagonista.
No obstante, este sistema tiene sus debilidades en la dificultad de no tener una manera de clasificar las subporciones de un cuento como lo son los motivos. Rapunzel es de tipo 310 («La doncella en la torre»), aunque inicia con una niña a la que se le exigen ciertas tareas a cambio de comida robada, tal y como Puddocky; sin embargo, en Puddocky no hay una doncella en la torre, mientras que el relato italiano The Canary Prince sí entra en el tipo señalado, pues comienza con una madrastra celosa.
Además, el sistema Aarne-Thompson permite enfocarse en elementos comunes, en la medida en que el folclorista puede percibir a Black Bull of Norroway como la misma historia que La Bella y la Bestia. Lo anterior resulta útil en primera instancia, pero erradica el tono y los detalles empleados en una historia.

### Morfología
Aunque Vladímir Propp estudió específicamente una colección de cuentos de hadas rusos, su análisis ha sido útil también para el examen de cuentos de otros países.

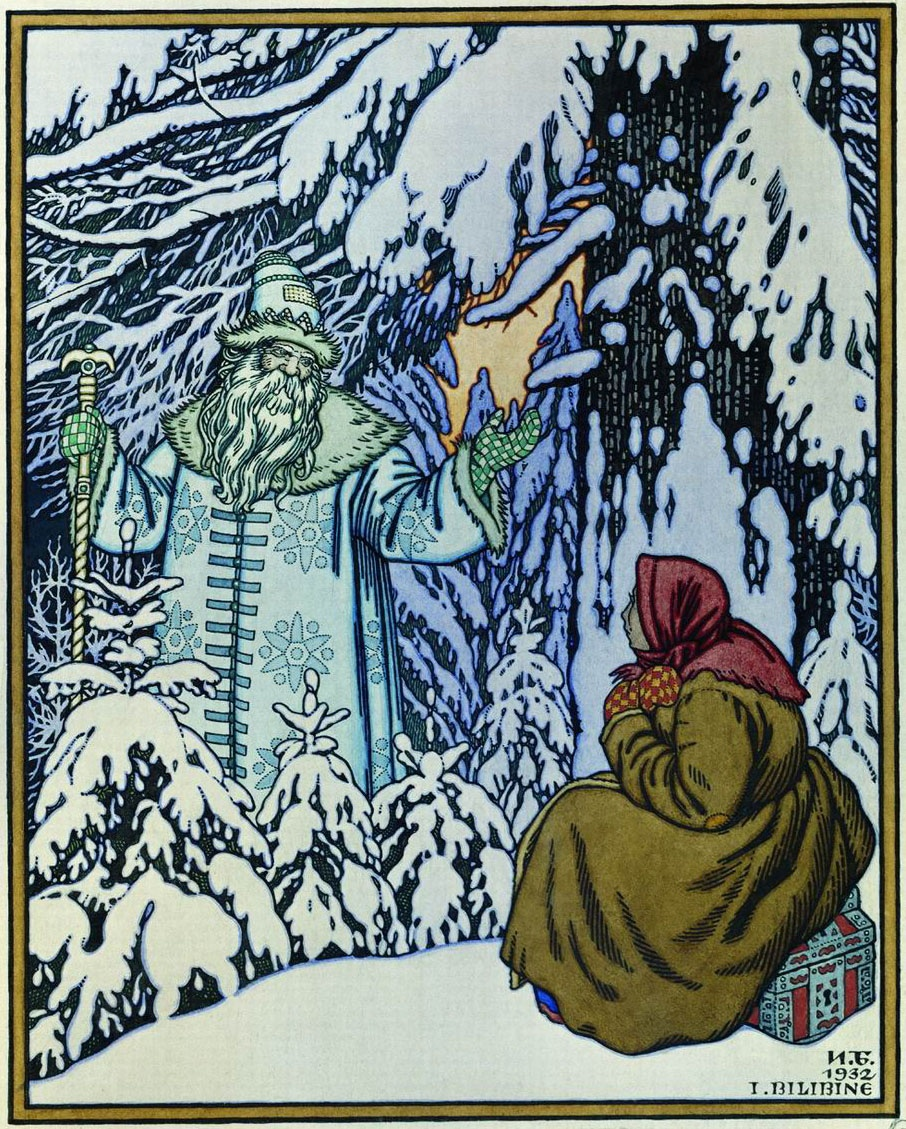
El padre Hielo actúa como un hada madrina en el cuento de hadas ruso Padre Hielo, poniendo a prueba a la heroína antes de darle sus riquezas.

Tras haber criticado el análisis de Aarne-Thompson por ignorar el efecto de los motivos en las historias, y porque los motivos usados no eran del todo claros, Propp analizó los cuentos por la función que cada personaje y acción cumplía, concluyendo que un relato estaba compuesto de 31 elementos y ocho tipos de personajes. Tomando en consideración que no se requieren todos los elementos para cada uno de los cuentos, cuando estos aparecían lo hacían en un orden invariable —excepto que cada elemento individual debía ser negado en dos ocasiones—, por lo que aparecería hasta tres veces, como cuando en Hermano y Hermana el hermano rehúsa beber de fuentes encantadas en dos ocasiones, siendo en el tercer intento cuando resulta encantado.
Uno de esos elementos es el hada madrina que le proporciona asistencia mágica al héroe, en ocasiones poniéndolo a prueba. En El pájaro de oro, el lobo parlante evalúa al héroe al advertirle que no entre a una posada y, después de que lo logra, le ayuda a encontrar el objeto de su búsqueda; en el cuento japonés El niño que dibujaba gatos, el sacerdote aconseja al héroe que se quede en sitios pequeños por la noche, lo cual habría de protegerlo de un espíritu maligno; en Cenicienta, el hada madrina le da a Cenicienta el vestido que necesita para asistir al baile, tal y como los espíritus de sus madres lo hacen igualmente en Bawang Putih Bawang Merah y El abedul maravilloso; en La hermana zorro, un monje budista le da unas botellas mágicas a los hermanos protagonistas con tal de que las usen para protegerse contra el espíritu de un lobo. No obstante, en ocasiones los roles pueden antojarse más complicados. Tal es el caso de The Red Ettin, donde el protagonismo se divide en la madre —quien le ofrece al héroe la totalidad de un pastel de viaje con su maldición o la mitad con su bendición— y cuando él toma la mitad, un hada le apoya con consejos; en Mr Simigdáli, el sol, la luna y las estrellas le dan a la heroína un obsequio mágico. Además, los personajes que no siempre actúan como las hadas madrinas pueden asumir dicho rol. En Kallo y los duendes, los duendes villanos también le dan regalos a la heroína, aunque en realidad son falsos; en Schippeitaro, los gatos antagonistas revelan su secreto al héroe, dándole los medios para que este los derrote. Incluso, en otros cuentos de hadas, como La historia de uno que hizo un viaje para saber lo que era el miedo, no existe ninguna hada madrina. Las analogías se han trazado entre este sistema y el análisis de los mitos hecho en el El héroe de las mil caras. No obstante, el análisis de Propp ha sido también criticado por ignorar el tono, humor, los personajes y, de hecho, todo lo que diferencia a un cuento de hadas de otro.

## Interpretaciones

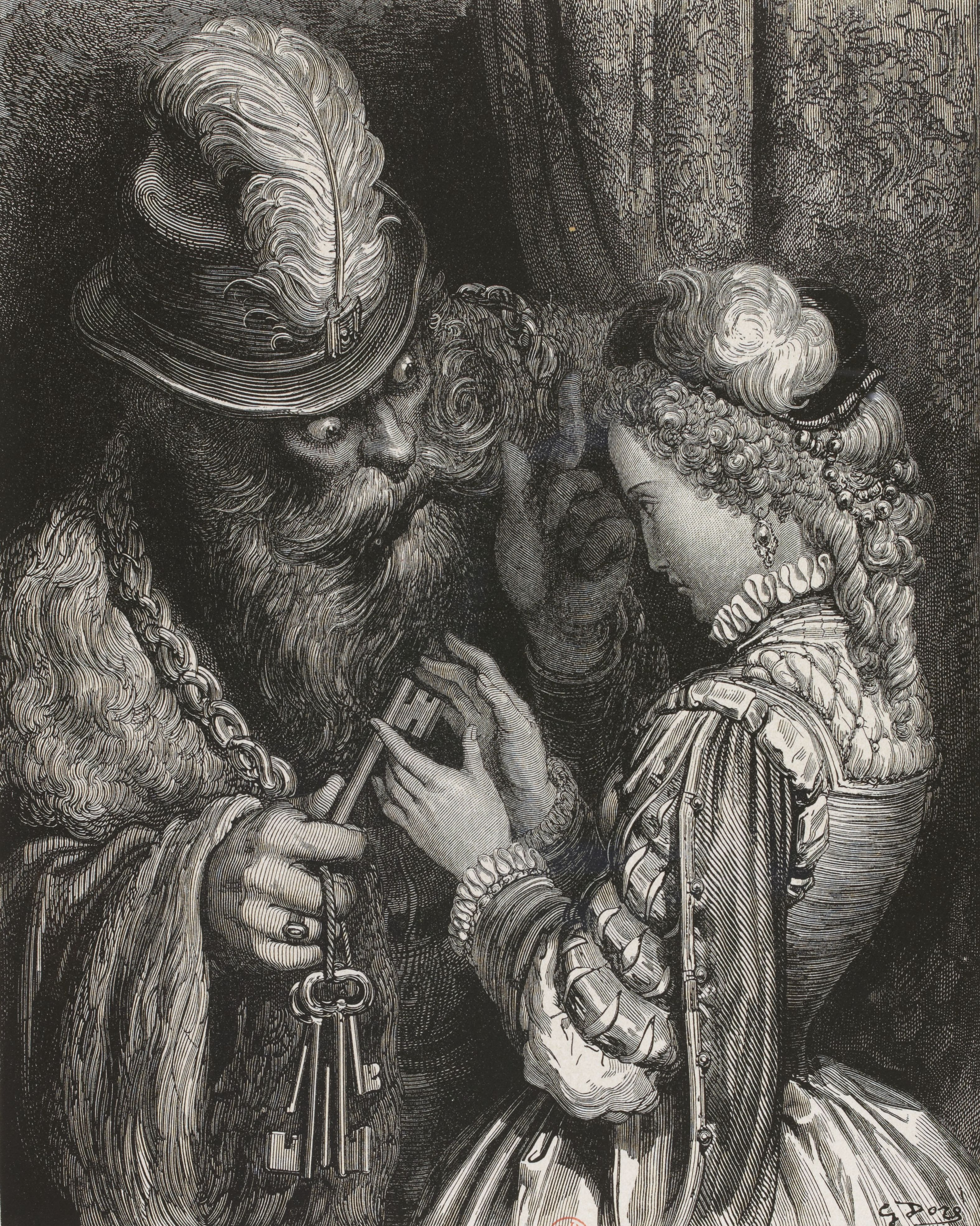
Barba Azul le da a su esposa una llave —un motivo específico de la variante de ese cuento de hadas—.

Muchas variantes, especialmente las que están orientadas a los niños, incorporaron una moraleja en sus tramas. Perrault concluía sus versiones con una, aunque no siempre se les consideró como un aprendizaje moral: Cenicienta, por ejemplo, finaliza con la observación de que la belleza y personalidad de la heroína podrían llegar a ser inútiles sin la presencia de su madrina, reflejando la importancia de las conexiones sociales, aunque también podría simbolizar un significado de tipo espiritual.
Varios cuentos de hadas han sido interpretados por su supuesta importancia. Una interpretación mitológica consideró que muchos cuentos de hadas, incluyendo a Hansel y Gretel, La bella durmiente y El rey sapo, son mitos solares; este modo de interpretación es menos popular hoy en día. Varios han sido también sometidos a análisis psicológicos como el freudiano y el junguiano, pero nunca se ha establecido un modo de interpretación definitivo.
Análisis más específicos con frecuencia han sido criticados por prestar una gran importancia a los motivos que no forman, en realidad, parte del relato; esto tiende a menudo a derivarse del trato de un cuento de hadas como el texto definitivo, en el cual el cuento ha sido contado o reeditado en muchas variaciones. En las variantes de Barba Azul, la curiosidad de la esposa es traicionada por una llave manchada de sangre, por la rotura de un huevo o por el canto de una rosa que ella llevaba en ese momento, sin que ninguno de estos factores afecte en sí al cuento, aunque las interpretaciones de las variantes específicas consideraron que el objeto preciso forma realmente parte del relato.
Otros folcloristas han interpretado los cuentos como documentos históricos; varios folcloristas alemanes creen que los cuentos que han sido preservados de tiempos antiguos, usaron los cuentos de Grimm para explicar algunas costumbres arcaicas. Otros a su vez han explicado la figura de la madrastra malvada de forma histórica: muchas mujeres morían durante el parto, sus esposos se volvían a casar, y las nuevas madrastras competían entonces con los niños del primer matrimonio por diversas razones.

## Lectura complementaria
- Antti Aarne y Stith Thompson: The Types of the Folktale: A Classification and Bibliography (Helsinki, 1961)
- Stith Thomson, The Folktale.
- Heidi Anne Heiner, "The Quest for the Earliest Fairy Tales: Searching for the Earliest Versions of European Fairy Tales with Commentary on English Translations"
- Heidi Anne Heiner, "Fairy Tale Timeline" Archivado el 1 de diciembre de 2010 en Wayback Machine.
- J. R. R. Tolkien, Sobre los cuentos de hadas, ensayo publicado por primera vez en Essays Presented to Charles Williams, Oxford University Press, 1947
- Grimm, Jacob & Grimm, Wilhelm (2006). Todos los cuentos de los hermanos Grimm. Edición completa. Traducción de la versión original. 700 págs. Cuarta edición. Madrid: Editorial Rudolf Steiner & Mandala ediciones. ISBN 978-84-89197-57-2.
- Perrault, Charles (2008). Cuentos de hadas de Charles Perrault. Madrid: Rey Lear S.L. ISBN 978-84-92403-07-3.

### Interpretación psicoanalítica
- Bettelheim, Bruno (2006). Psicoanálisis de los cuentos de hadas. Colección Ares y Mares. Barcelona: Editorial Crítica. ISBN 978-84-8432-788-2.
- Franz, Marie-Louise von (1993). Érase una vez: una interpretación psicológica. Barcelona: Luciérnaga. ISBN 978-84-87232-35-0.
- — (1990). Símbolos de redención en los cuentos de hadas. Barcelona: Luciérnaga. ISBN 978-84-87232-06-0.